# Más claro agua
Más claro agua fue un programa de televisión español presentado por Isabel Durán que se centraba en el análisis de la actualidad mediante un debate. El programa, emitido por 13 TV de lunes a viernes a las 11:40 horas, se estrenó el 2 de julio de 2012 bajo el nombre de La tertulia de Curri, ya que anteriormente era presentado por Curri Valenzuela. Tras el abandono de la presentadora para afrontar nuevos retos profesionales, la cadena decidió finalizar el programa, el cual tuvo su última emisión el 29 de julio de 2016.

## Formato
Más claro agua repasa la actualidad y cuenta con la opinión y el análisis de distintos expertos del ámbito de la política, la economía y la sociedad. Durante los 135 minutos del programa, el espacio cuenta con entrevistas, reportajes, debates y tertulias para desgranar las últimas noticias y toda la actualidad de la jornada. Por otro lado, el público puede participar en el programa a través del teléfono y el correo electrónico.

## Historia
El lunes 2 de julio de 2012 a las 12:45 horas, 13 TV estrenó La tertulia de Curri, un espacio conducido por la periodista Curri Valenzuela que analiza la actualidad diaria mediante un debate. Sin embargo, el lunes 28 de enero de 2013, La tertulia de Curri fue sustituida por Más claro agua, ya que Curri Valenzuela había comunicado a la cadena su intención de dejar el programa. Así, el formato se mantuvo bajo una denominación diferente y con Isabel Durán como presentadora. Curri Valenzuela pasó a ser analista ocasional del programa.
Finalmente, tras 800 programas, Isabel Durán anunció el final de su etapa como presentadora de Más claro agua en 13 TV. De este modo, la cadena decidió cesar las emisiones del programa para buscar otro formato, de diferente temática, a partir de la temporada 2016/2017.

## Colaboradores
Los habituales comentaristas políticos de la tertulia fueron Alfonso Rojo, Julia Navarro, Jesús Cintora, Pilar Gómez, Manuel Marín, Miguel Ángel Rodríguez, Víctor Arribas, Carmen Tomás, Edurne Uriarte, Montse Suárez, Jaime González y Luis Losada Pescador.